# Dodona ouida
Dodona ouida är en fjärilsart som beskrevs av William Chapman Hewitson 1865. Dodona ouida ingår i släktet Dodona och familjen Riodinidae. Inga underarter finns listade i Catalogue of Life.

## Bildgalleri

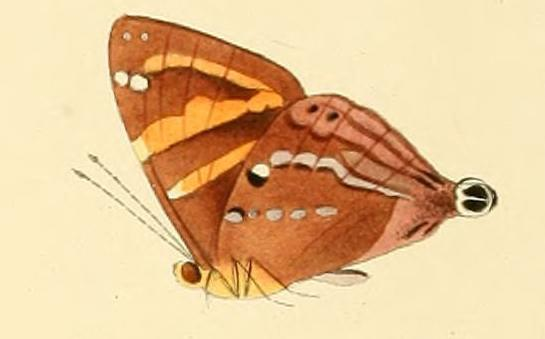
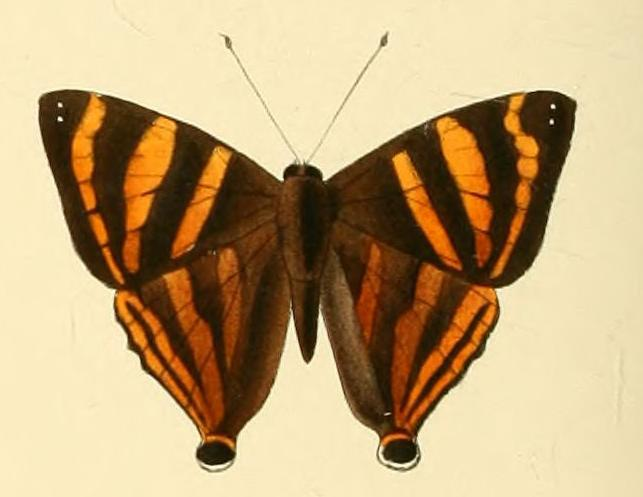
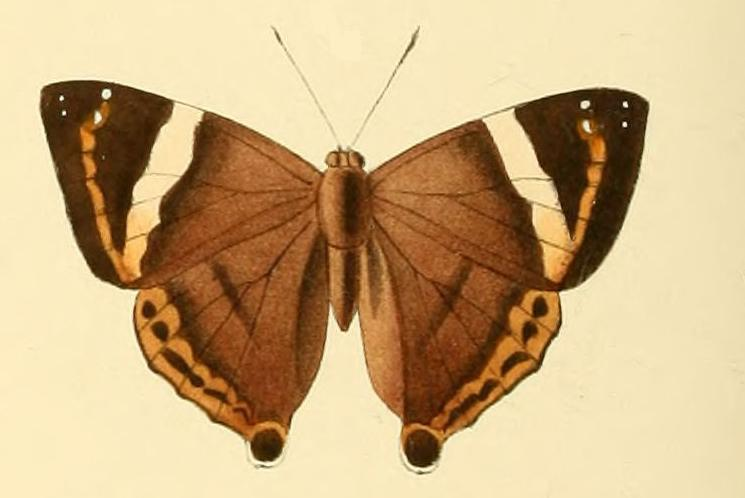
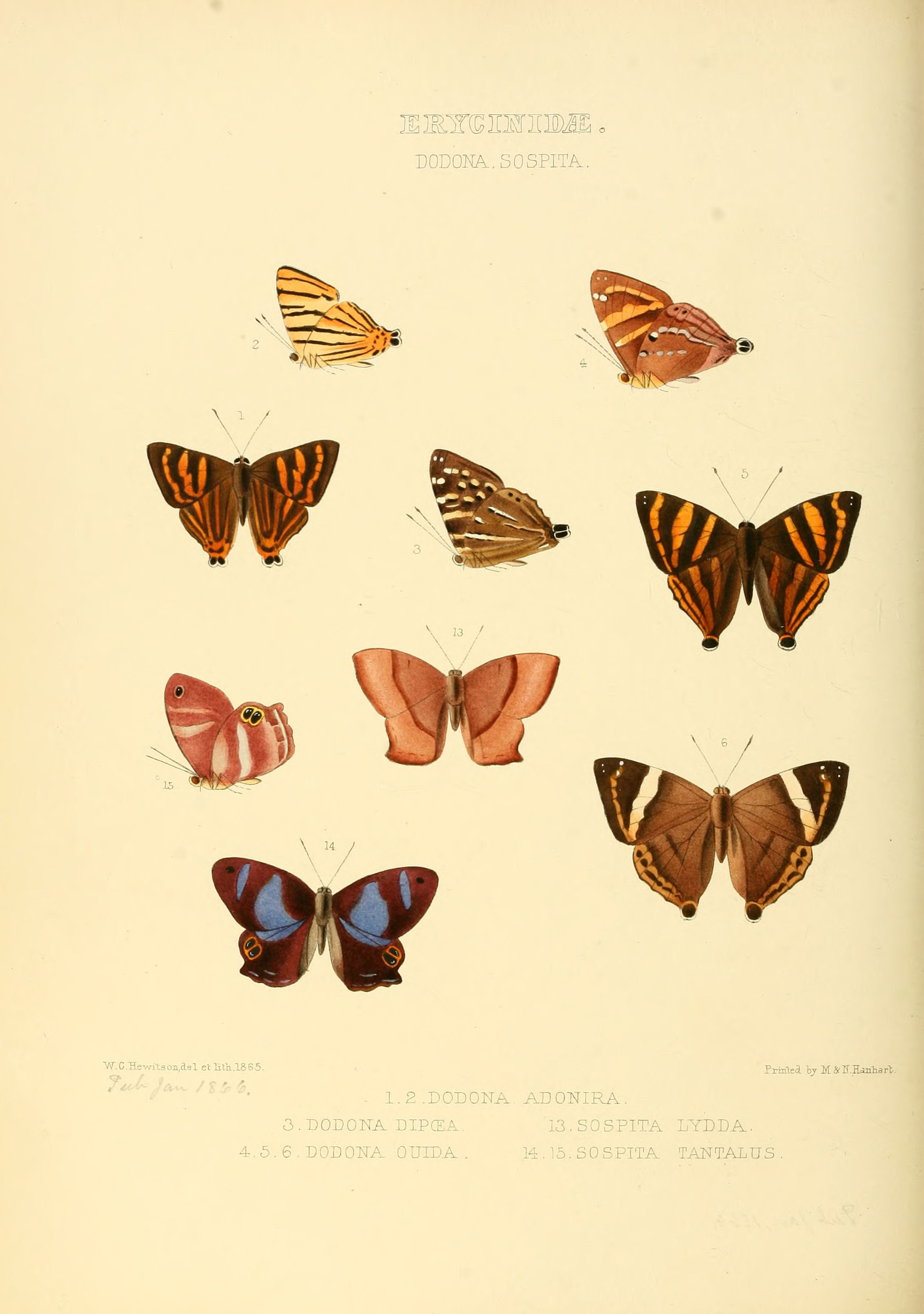